# Leucanthemum
 Leucanthemum  Miller, 1754 è un genere di piante angiosperme dicotiledoni della famiglia delle Asteraceae, sottofamiglia Asteroideae, tribù Anthemideae (Mediterranean clade) e sottotribù Leucantheminae.

## Etimologia
Il nome generico latino (Leucanthemum) deriva dal greco antico λευκάνθεμον?, leukánthemon, "fiore bianco", a sua volta da λευκός, leukós, "bianco" e ἄνθεμον, ánthemon, "fiore" e fa ovviamente riferimento al colore dei fiori.

Il nome scientifico di questo genere è stato proposto dal botanico scozzese Philip Miller (1691-1771) nel 1754 nella pubblicazione The Gardeners Dictionary (quarta edizione).

## Descrizione

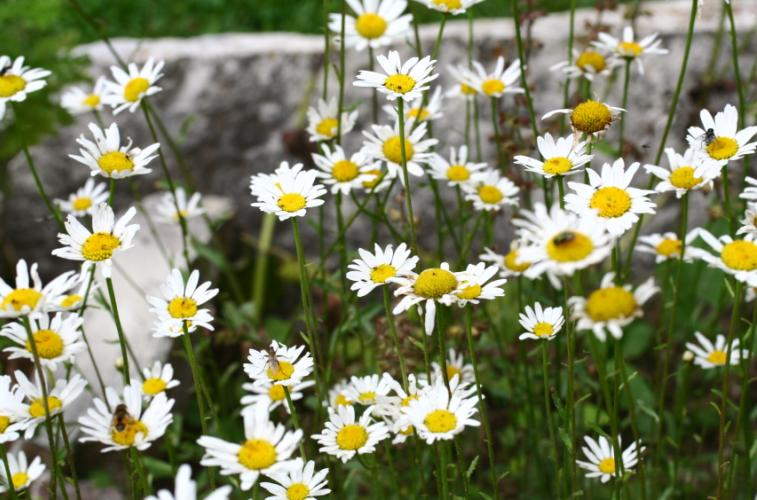
Il portamento
Leucanthemum ircutianum

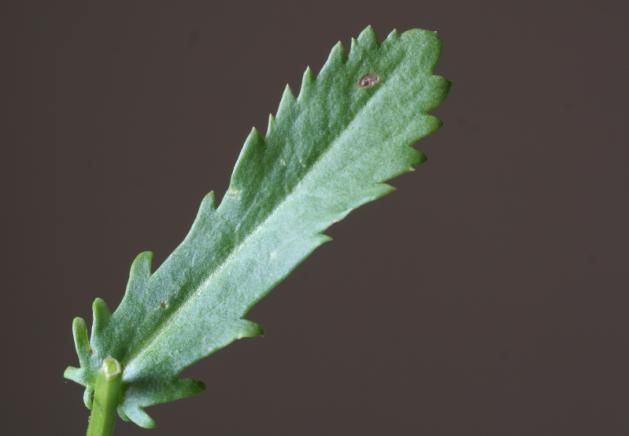
Le foglie
Leucanthemum vulgare

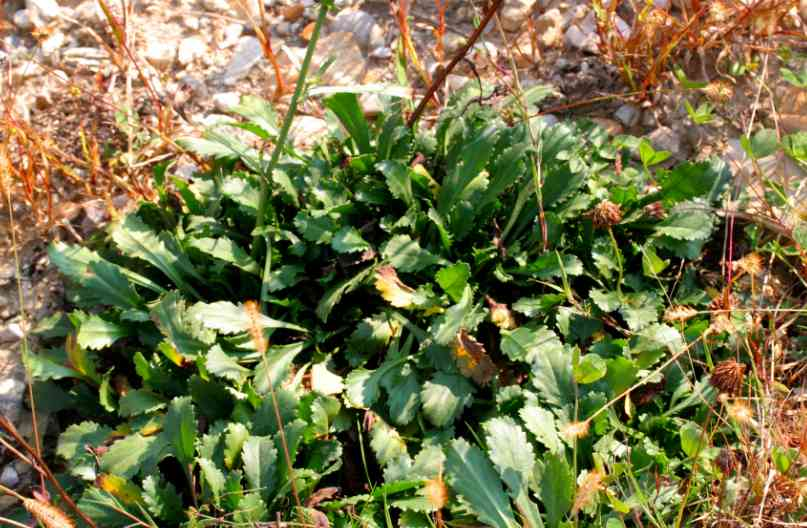
Infiorescenza
Leucanthemum vulgare

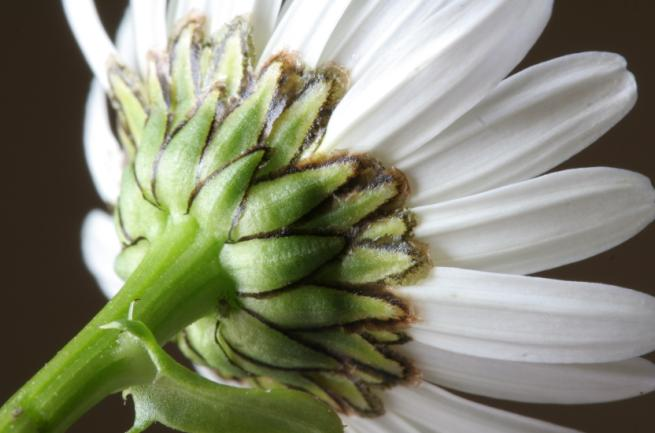
I fiori
Leucanthemum vulgare

Portamento. Le specie di questo genere sono erbe perenni. Raramente sono annuali o subarbustive. L'indumento è assente o formato da peli basifissi.
Radici. Le radici sono secondarie a partire dal rizoma (può essere strisciante). Le radici solitamente hanno una punta rossa.
Fusto. Sono piante alte fino 100 cm (specie extraeuropee possono raggiungere i 200 cm)
- Parte ipogea: la parte sotterranea consiste in un rizoma (di solito con apice arrossato).
- Parte epigea: la parte aerea del fusto è eretta, ascendente. Può essere ramosa alla base, ma generalmente è presente un solo gambo (glabro o peloso).

Foglie. Le foglie sono sia basali che caulinari a consistenza tenue o carnosa. Quelle basali sono picciolate, quella caulinari sono sessili e amplessicauli. Lungo il fusto sono disposte in modo alterno. La forma è diversa a seconda della posizione delle foglie lungo il fusto (ma anche della specie); in tutti i casi sono profondamente dentate:
- foglie cauline basali (compresa la rosetta basale): sono spatolate con una forma da rotondeggiante a obovata; la lamina è irregolarmente inciso-lobata (3-7 lobi) di tipo 3-pennatosetta; i lobi sono arrotondati o appuntiti;
- foglie cauline medie e superiori: hanno una forma da oblanceolata, oblunga a ovata; la lamina varia da pennato-lobata a pennatofida; i lobi sono sottili e irregolarmente distanziati.

Infiorescenza. Le sinflorescenze sono formate da capolini solitari o in lassi corimbi. Le infiorescenze vere e proprie sono composte da un capolino terminale peduncolato di tipo radiato (raramente discoide). I capolini sono formati da un involucro, con forme da emisferiche/campanulate a meniscoidi, composto da 35-60 brattee, al cui interno un ricettacolo fa da base ai fiori di due tipi: fiori del raggio e fiori del disco. Le brattee, a consistenza erbacea, con forme da ovate a lanceolate, con margini membranosi, quasi scariosi e di colore porpora scuro, sono disposte in modo più o meno embricato su più serie (da 3 a 5). Il ricettacolo, piano-convesso, è privo di pagliette. Diametro dell'involucro: 12–35 mm. Diametro totale del capolino: 3–8 cm.
Fiori.  I fiori sono tetra-ciclici (formati cioè da 4 verticilli: calice – corolla – androceo – gineceo) e pentameri (calice e corolla formati da 5 elementi). Si distinguono in:
- fiori del raggio (esterni): da 13 a 34 per capolino, sono femminili, fertili e sono disposti su una serie; la forma è ligulata (zigomorfa); a volte possono mancare o essere sterili;
- fiori del disco (centrali): sono più numerosi  (da 120 a 200) con forme brevemente tubulose (attinomorfe); sono ermafroditi (o funzionalmente maschili).

- Formula fiorale:

*/x K {\displaystyle \infty }, [C (5), A (5)], G 2 (infero), achenio
- Calice: i sepali del calice sono ridotti ad una coroncina di squame.
- Corolla:

- fiori del raggio: la forma della corolla alla base è più o meno tubulosa-imbutiforme, mentre all'apice è ligulata; la ligula può terminare con alcuni denti; il colore è bianco (tendente al rosato in fase di essiccazione);
- fiori del disco: la forma è tubulare bruscamente divaricata in 4-5 lobi; i lobi, patenti o eretti, hanno una forma deltata o più o meno lanceolata; i colori sono giallo e rosso.

- Androceo: l'androceo è formato da 5 stami (alternati ai lobi della corolla) sorretti da filamenti generalmente liberi a forma di balaustra; gli stami sono connati e formano un manicotto circondante lo stilo. Le antere possono essere sia di tipo basifissa che medifissa. Il tessuto endoteciale (rivestimento interno dell'antera) non è polarizzato. Il polline è sferico con un diametro medio di circa 25 micron;  è tricolporato (con tre aperture sia di tipo a fessura che tipo isodiametrica o poro) ed è echinato (con punte sporgenti).
- Gineceo: l'ovario è infero uniloculare formato da 2 carpelli. Lo stilo (il recettore del polline) è profondamente bifido (con due stigmi divergenti) e con le linee stigmatiche marginali separate o contigue. I due bracci dello stilo hanno una forma troncata e possono essere papillosi o ricoperti da ciuffi di peli.

Frutti. I frutti sono degli acheni ovali, bislunghi, neri e rigati di bianco: ai lati sono presenti 10 coste contenenti cellule micillaginifere e canali resiniferi. Gli acheni dei fiori del raggio esterno hanno un pappo rudimentale a forma di anello; ma in genere la sommità è nuda.

## Biologia
Impollinazione: l'impollinazione avviene tramite insetti (impollinazione entomogama tramite farfalle diurne e notturne).

Riproduzione: la fecondazione avviene fondamentalmente tramite l'impollinazione dei fiori (vedi sopra).

Dispersione: i semi (gli acheni) cadendo a terra sono successivamente dispersi soprattutto da insetti tipo formiche (disseminazione mirmecoria). In questo tipo di piante avviene anche un altro tipo di dispersione: zoocoria. Infatti gli uncini delle brattee dell'involucro (se presenti) si agganciano ai peli degli animali di passaggio disperdendo così anche su lunghe distanze i semi della pianta. Inoltre per merito del pappo (se presente) il vento può trasportare i semi anche a distanza di alcuni chilometri (disseminazione anemocora).

## Distribuzione e habitat
Le piante di questo genere sono distribuite in tutta Italia con una lieve prevalenza delle zone collinari e montane. Spesso gli habitat preferiti sono le aree in vicinanza delle abitazioni o zone disturbate dall'uomo (prati falciati, bordi delle strade, sentieri, ecc.). Fuori dall'Italia si trovano in Europa, Nord Africa e nelle regioni temperate dell'Asia. In altre aree buona parte delle specie quivi presenti sono state introdotte (America, Australia e Nuova Zelanda).

Della dozzina di specie spontanee della flora italiana 9 vivono sull'arco alpino. La tabella seguente mette in evidenza alcuni dati relativi all'habitat, al substrato e alla distribuzione delle specie alpine.
| Specie | Comunità vegetali | Piani vegetazionali         | Substrato  | pH     | Livello trofico | H2O   | Ambiente          | Zona alpina                             |
| --- | ----------------- | --------------------------- | ---------- | ------ | --------------- | ----- | ----------------- | --------------------------------------- |
| Leucanthemum adustum | 10                | subalpino montano           | Ca – Ca/Si | basico | basso           | medio | C3 F5 F7 G2       | tutto l'arco alpino (escl. SO TN BL UD) |
| Leucanthemum coronopifolium | 3                 | alpino subalpino            | Ca/Si – Si | neutro | basso           | medio | B5 C2 C3 D2 F5 I1 | CN TO                                   |
| Leucanthemum gaudinii | 11                | subalpino montano collinare | Ca – Si    | neutro | medio           | medio | B1 B2 F2 F3       | tutto l'arco alpino                     |
| Leucanthemum halleri | 3                 | alpino                      | Ca         | basico | basso           | medio | C3                | VI                                      |
| Leucanthemum heterophyllum | 10                | subalpino montano           | Ca         | basico | medio           | medio | F2 F3 F5          | tutto l'arco alpino (escl. TO)          |
| Leucanthemum ircutianum | 11                | subalpino montano collinare | Ca – Si    | neutro | medio           | medio | B1 B2 F2 F3       | tutto l'arco alpino                     |
| Leucanthemum pallens | 12                | montano collinare           | Ca         | basico | basso           | arido | F2 G3 I3          | IM UD                                   |
| Leucanthemum platylepis | 9                 | montano collinare           | Ca         | basico | basso           | secco | F2                | PN UD                                   |
| Leucanthemum vulgare | 11                | subalpino montano collinare | Ca – Si    | neutro | medio           | medio | B1 B2 F2 F3       | tutto l'arco alpino                     |
| Legenda e note alla tabella. Substrato con “Ca/Si” si intendono rocce di carattere intermedio (calcari silicei e simili); vengono prese in considerazione solo le zone alpine del territorio italiano (sono indicate le sigle delle province). Comunità vegetali: 3 = comunità delle fessure, delle rupi e dei ghiaioni; 9 = comunità a emicriptofite e camefite delle praterie rase magre secche; 10 = comunità delle praterie rase dei piani subalpino e alpino con dominanza di emicriptofite; 11 = comunità delle macro- e megaforbie terrestri; 12 = comunità delle lande di arbusti nani e delle torbiere Ambienti: B1 = campi, colture e incolti; B2 = ambienti ruderali, scarpate; B5 = rive, vicinanze corsi d'acqua; B6 = tagli rasi forestali, schiarite, strade forestali; C2 = rupi, muri e ripari sotto roccia; C3 = ghiaioni, morene e pietraie; D2 = bordi dei ruscelli; F2 = praterie rase, prati e pascoli dal piano collinare al subalpino; F3 = prati e pascoli mesofili e igrofili; F5 = praterie rase subalpine e alpine; F7 = margini erbacei dei boschi; G2 = praterie rase dal piano collinare a quello alpino; G3 = macchie bassa; G4 = arbusteti e margini dei boschi; I1 = boschi di conifere; I3 = querceti submediterranei |                   |                             |            |        |                 |       |                   |                                         |

## Sistematica
La famiglia di appartenenza di questa voce (Asteraceae o Compositae, nomen conservandum) probabilmente originaria del Sud America, è la più numerosa del mondo vegetale, comprende oltre 23.000 specie distribuite su 1.535 generi, oppure 22.750 specie e 1.530 generi secondo altre fonti (una delle checklist più aggiornata elenca fino a 1.679 generi). La famiglia attualmente (2021) è divisa in 16 sottofamiglie; la sottofamiglia Asteroideae è una di queste e rappresenta l'evoluzione più recente di tutta la famiglia.

### Filogenesi
Il gruppo di questa voce è descritto nella tribù Anthemideae, una delle 21 tribù della sottofamiglia Asteroideae). In base alle ultime ricerche nella tribù sono stati individuati (provvisoriamente) 4 principali lignaggi (o cladi): "Southern hemisphere grade", "Asian-southern African grade", "Eurasian grade" e "Mediterranean clade". Il genere  Leucanthemum (insieme alla sottotribù Leucantheminae ) è incluso nel Mediterranean clade..
I caratteri distintivi del genere sono:
- le foglie, sessili, hanno delle forme intere, dentato-seghettate o 3-pennatosette;
- i fiori rimangono bianchi a maturità;
- gli acheni, con un callo basale, hanno 10 coste longitudinali.

Il numero cromosomico delle specie di questo genere è: 2n = 18 (poliploidi).
In base all'"orologio molecolare", questo genere ha iniziato a divergere circa 3,5 milioni di anni fa.
Attualmente il genere contiene 51 specie.

### Variabilità
Alcune specie presentano una spiccata variabilità determinata soprattutto da alti numeri cromosomici (fenomeno della poliploidia). Questa rende difficile la tassonomia di questo genere che più volte è stato modificata nel corso del tempo. A questo riguardo i botanici creano dei raggruppamenti di specie all'interno dei quali le differenze tra i vari individui risultano meno marcate e talvolta indistinguibilmente sfumate. Nelle flora spontanea italiana si individuano due gruppi: Gruppo di Leucanthemum vulgare e Gruppo di Leucanthemum atratum (vedi paragrafo seguente). 

A questi problemi di tipo tassonomico si aggiungono anche quelli sulle concordanze della nomenclatura delle varie specie. Alcune checklist si aggiornano in base alle ultime ricerche di tipo filogenetico, mentre altre checklist “prudentemente” rimangono ancora con i vecchi nominativi creando non poca confusione.

### Specie spontanee italiane
Elenco delle specie di Leucanthemum presenti in Italia:
- Leucanthemum adustum (W.D.J.Koch) Gremli
- Leucanthemum coronopifolium  Vill.
- Leucanthemum gaudinii  Dalla Torre
- Leucanthemum glaucophyllum  (Briq. & Cavill.) Jahand.
- Leucanthemum halleri  (Suter) Polatschek
- Leucanthemum heterophyllum  (Willd.) DC.
- Leucanthemum ircutianum  DC.
- Leucanthemum laciniatum  Huter, Porta & Rigo
- Leucanthemum ligusticum  Marchetti, R.Bernardello, Melai & Peruzzi
- Leucanthemum pachyphyllum  Marchi & Illum.
- Leucanthemum pallens  (J.Gay ex Perreym.) DC.
- Leucanthemum platylepis  Borbás
- Leucanthemum tridactylites  (A.Kern. & Huter) Bazzich.
- Leucanthemum virgatum  (Desr.) Clos
- Leucanthemum vulgare  Lam.

Per meglio comprendere ed individuare le specie italiane, l'elenco seguente utilizza in parte il sistema delle chiavi analitiche (vengono cioè indicate solamente quelle caratteristiche utili a distingue una specie dall'altra).
- 1A: i capolini hanno solo fiori tubolosi (capolini discoidi), raramente sono presenti anche quelli ligulati; le brattee centrali dell'involucro hanno una forma triangolare con bordi scariosi;

Leucanthemum virgatum (Desr.) Clos - Margherita discoidea: l'altezza massima della pianta è di 3-7 dm; il ciclo biologico è perenne; la forma biologica è emicriptofita scaposa (H scap); il tipo corologico è Subendemico; l'habitat tipico sono le stazioni ombrose; in Italia si trova raramente principalmente in Liguria fino ad una altezza di 1700 m s.l.m..
- 1B: i capolini hanno fiori sia ligulati che tubolosi (capolini radiati);

- 2A: gli acheni dei fiori tubulosi alla sommità sono nudi;

Complesso di Leucanthemum vulgare (vedi più avanti).
- 2B: gli acheni dei fiori tubulosi alla sommità hanno un pappo a corona;

Leucanthemum coronopifolium Vill. – Margherita montana: le foglie cauline sono da dentate a pennatipartite; i segmenti laterali non sono mai più lunghi della parte centrale indivisa della foglia (rachide); l'altezza della pianta varia da 2-6 dm; il ciclo biologico è perenne; la forma biologica è emicriptofita scaposa (H scap); il tipo corologico è Subendemico; l'habitat tipico sono le rupi e i pendii sassosi; è presente comunemente nelle Alpi occidentali fino ad una altezza compresa tra 1500 e 2700 m s.l.m..
Complesso di Leucanthemum vulgare.
Questo gruppo è caratterizzato da un fusto foglioso, foglie abbondanti con margini dentato-laciniati, capolini discoidi e acheni del disco privi di corona.
- Gruppo A: le piante hanno un solo capolino; lo scapo nella zona centrale e alta è afillo; le foglie cauline sono rare, quelle basali sono carnose e a forma pennato-palmatifida;

Leucanthemum tridactylites (Kern. & Huter) Huter, Porta e Rigo - Margherita digitata: l'altezza della pianta varia da 1-3 dm; il ciclo biologico è perenne; la forma biologica è emicriptofita scaposa (H scap); il tipo corologico è Endemico; l'habitat tipico sono le praterie pseudo-alpine e zone rocciose; è una pianta rara e la distribuzione è relativa al Lazio, Abruzzo e Molise fino ad una altezza compresa tra 1500 e 2200 m s.l.m..
- Gruppo B: lo scapo ha numerose foglie e quelle della zona media hanno denti più lunghi che larghi;

- 1A: le foglie basali hanno delle forme ovato-spatolate, sono 2-pennatopartite e con evidenti denti;

Leucanthemum ligusticum Marchetti, R.Bernardello, Melai & Peruzzi - Margherita digitata: l'altezza della pianta varia da 4-7 dm; il ciclo biologico è perenne (ma a ciclo breve); la forma biologica è emicriptofita scaposa (H scap); il tipo corologico è Endemico Nord Appenninico; l'habitat tipico sono le rupi e substrati sassosi; è una pianta molto rara e la distribuzione è relativa alla Liguria fino ad una altezza compresa tra 200 e 1020 m s.l.m..
- 1B: le foglie basali hanno delle forme intere obovate o spatolate poco dentate;

- 2A: le foglie cauline medie variano da irregolarmente pennato-lobate a 2-pennatosette;

Leucanthemum laciniatum Huter, Porta e Rigo - Margherita del Pollino: la base delle foglie cauline di mezzo possiede dei denti più lunghi che larghi, mentre la forma in generale è da pennato-lobata a bipennatosetta con segmenti a loro volta dentellati; gli acheni sono lunghi 3-3,5 mm, quelli dei fiori del raggio hanno delle corone alte; l'altezza della pianta varia da 3-6 dm; il ciclo biologico è perenne; la forma biologica è emicriptofita scaposa (H scap); il tipo corologico è Endemico; l'habitat tipico sono le ghiaie e le rupi rocciose; si trova raramente solo al sud dell'Italia fino ad una altezza compresa tra 600 e 2000 m s.l.m..
Leucanthemum vulgare Lam. - Margherita diploide: la base delle foglie cauline di mezzo possiede dei denti più lunghi che larghi, mentre la forma in generale è da pennato-lobata a bipennatosetta con segmenti a loro volta dentellati; quelle inferiori sono profondamente incise; gli acheni sono più piccoli di 2 mm, quelli dei fiori del raggio hanno delle corono minime o sono assenti del tutto; l'altezza della pianta varia da 2-8 dm; il ciclo biologico è perenne; la forma biologica è emicriptofita scaposa (H scap); il tipo corologico è Euro - Mediterraneo; l'habitat tipico sono i prati falciati, i bordi delle vie, le macchie e le radure dei boschi; più o meno è presente su tutto il territorio italiano fino ad una altezza di 2000 m s.l.m..
- 2B: le foglie cauline medie sono regolarmente crenate o seghettate;

- 3A: la pianta è alta meno di 30 cm; le foglie cauline medie sono molto allungate (6 volte la larghezza);

Leucanthemum gaudinii Dalla Torre - Margherita di Gaudin: l'altezza della pianta varia da 1-3 dm; il ciclo biologico è perenne; la forma biologica è emicriptofita scaposa (H scap); il tipo corologico è Endemico Alpico; l'habitat tipico sono i pascoli alpini e le praterie montane aride; è una specie rara e più o meno è presente su tutto il territorio alpino fino ad una altezza compresa tra 1400 e 2500 m s.l.m..
- 3B:  le piante sono alta più di 30 cm; le foglie cauline medie sono lunghe 4-5 volte la larghezza;

Leucanthemum ircutianum DC. - Margherita tetraploide: la pianta è glabra o pelosa in basso; la base delle foglie cauline di mezzo possiede dei denti più lunghi che larghi, il resto della lamina è seghettato (o crenato); la consistenza delle foglie è tenue; i capolini hanno un diametro di 4-5 cm; l'altezza della pianta varia da 2-8 dm; il ciclo biologico è perenne; la forma biologica è emicriptofita scaposa (H scap); il tipo corologico è Euro-Siberiano; l'habitat tipico sono i prati falciati, i bordi delle vie, le macchie e le radure dei boschi; più o meno è presente su tutto il territorio italiano fino ad una altezza di 2000 m s.l.m..
Leucanthemum glaucophyllum (Briq. & Cavill.) Jahand. - Margherita tetraploide: la pianta è interamente glabra; la base delle foglie cauline di mezzo possiede dei denti lunghi e larghi più o meno uguali; i capolini hanno un diametro di 5-7 cm; l'altezza della pianta varia da 3-7 dm; il ciclo biologico è perenne; la forma biologica è emicriptofita scaposa (H scap); il tipo corologico è Endemico; l'habitat tipico sono i pendii aridi e le boscaglie; è moto rara e si trova al Nord-Centro fino ad una altezza compresa tra 400 e 1000 m s.l.m..
- Gruppo C: lo scapo ha numerose foglie e quelle della zona media hanno denti meno lunghi della larghezza; la base delle foglie cauline è stretta; il margine delle brattee è scuro;

- 1A: la lamina delle foglie basali ha delle forme ellittiche con apice acuto;

Leucanthemum heterophyllum (Willd.) DC. - Margherita sudalpina: l'altezza della pianta varia da 3-8 dm; il ciclo biologico è perenne; la forma biologica è emicriptofita scaposa (H scap); il tipo corologico è Orofita – Sud Europeo; l'habitat tipico sono i prati aridi; è presente comunemente al nord e al centro Italia fino ad una altezza compresa tra 1000 e 2200 m s.l.m..
- 1B:  la lamina delle foglie basali ha delle forme da oblanceolate a obovate con apice ottuso;

Leucanthemum platylepsis Borbàs - Margherita liburnica: la base delle foglie cauline di mezzo è intera o a larghi denti; le foglie in genere sono strette (non più larghe di 5 mm), mentre le foglie inferiori (comprese quelle della rosetta basale) hanno una lamina da oblanceolata a rotondeggiante con apice ottuso; il colore delle foglie è verde e quelle lungo il fusto non sono amplessicauli; l'altezza della pianta varia da 2-4 dm; il ciclo biologico è perenne; la forma biologica è emicriptofita scaposa (H scap); il tipo corologico è Illirica; l'habitat tipico sono i prati aridi; si trova raramente nel Carso Triestino fino ad una altezza compresa tra 300 e 600 m s.l.m..
Leucanthemum adustum (W.D.J. Koch) Gremli - Margherita westalpina: la base delle foglie cauline di mezzo è intera o a larghi denti, mentre le foglie inferiori (comprese quelle della rosetta basale) hanno una lamina lineare-nastriforme; il colore delle foglie è verde e quelle lungo il fusto non sono amplessicauli; l'altezza della pianta varia da 3-5 dm; il ciclo biologico è perenne; la forma biologica è emicriptofita scaposa (H scap); il tipo corologico è Orofita – Sud Europeo; l'habitat tipico sono i prati montani e subalpini; è comune e si trova nelle Alpi e più a sud fino alle zone centrali degli Appennini fino ad una altezza compresa tra 600 e 2000 m s.l.m..
- Gruppo D: lo scapo ha numerose foglie e quelle della zona media hanno denti meno lunghi della larghezza; la base delle foglie cauline è allargata; il margine delle brattee è pallido;

- 1A: il fusto è monocefalo (o paucicefalo) con rami ravvicinati; la pianta è alta più di 60 cm;

Leucanthemum pachyphyllum Marchi e Illuminati - Margherita del serpentino: sono piante alte (oltre 60 cm) con un solo capolino; la base delle foglie cauline di mezzo è intera o a larghi denti, mentre le foglie inferiori (comprese quelle della rosetta basale) hanno una lamina da oblanceolata a rotondeggiante con apice ottuso; il colore delle foglie è verde e quelle lungo il fusto sono amplessicauli; il ciclo biologico è perenne; la forma biologica è emicriptofita scaposa (H scap); il tipo corologico è Orofita – Sud Europeo; l'habitat tipico sono i terreni serpentinosi; si trova raramente in Liguria e Toscana fino ad una altezza di 1000 m s.l.m..
- 1B: il fusto è multicefalo con rami divaricati; la pianta è meno alta di 60 cm;

Leucanthemum pallens (Perreym.) DC. - Margherita pallida: sono piante non molto alte (4-8 dm) con più capolini; la base delle foglie cauline di mezzo è intera o a larghi denti, mentre le foglie inferiori (comprese quelle della rosetta basale) hanno una lamina da oblanceolata a rotondeggiante con apice ottuso; il colore delle foglie è verde e quelle lungo il fusto sono amplessicauli; il ciclo biologico è perenne; la forma biologica è emicriptofita scaposa (H scap); il tipo corologico è Euri-Mediterraneo; l'habitat tipico sono gli incolti e i pendii aridi; in Italia questa specie è comune ed è distribuita soprattutto al centro (nelle Alpi risulta presente in Carnia) fino ad una altezza di 1500 m s.l.m..
A questo elenco è da aggiungere la specie Leucanthemum halleri (Suter) Polatschek non più segnalata in Italia.

### Sinonimi
Sono elencati alcuni sinonimi per questa entità:
- Phalacrodiscus Less.

## Generi simili
Molti sono i generi le cui specie sono simili al genere Leucanthemum con capolini a fiori del raggio bianchi e gialli quelli centrali (per le differenze si consiglia di consultare le relative voci dei generi): Bellis, Aster, Erigeron, Anthemis, Tripleurospermum, Matricaria, Tanacetum, Leucanthemella e Leucanthemopsis (questo elenco non è completo e si limita soprattutto ai generi montani).